# Turistická značená trasa 1802
 Turistická značená trasa 1802 je 4,5 km dlouhá modře značená krkonošská trasa Klubu českých turistů v okrese Trutnov a spojující Petrovu boudu s Černým sedlem. Její převažující směr je západní a posléze severní. Trasa se nachází na území Krkonošského národního parku.

## Průběh trasy
Turistická trasa má svůj počátek u Petrovy boudy na rozcestí s červeně značenou Cestou česko-polského přátelství a zde rovněž výchozí žlutě značenou trasou 7362 do Špindlerova Mlýna. Trasa zpočátku vede lesní pěšinou jihovýchodním úbočím Dívčích kamenů ke skalnímu útvaru s vyhlídkou Ptačí kámen. Zde se pěšina stáčí k severozápadu a velkým obloukem obchází horní uzávěru Medvědího dolu, následně klesá jižním směrem k Brádlerovým boudám. Na zdejší luční enklávě se nachází rozcestí se zde výchozí žlutě značenou trasou 7203 k Medvědí boudě. Trasa 1802 odtud stoupá západním směrem po zpevněné komunikaci na rozcestí se zeleně značenou trasou 4201 ze Špindlerova Mlýna na Labskou boudu, se kterou vede v souběhu nadále po zpevněné lesní cestě severozápadním směrem k Martinově boudě. Od ní stoupá již samostatně po skládaném kamenném chodníku k severovýchodu nejprve lesem a později kosodřevinou do Černého sedla, kde končí. Na trasu 1802 zde přímo navazuje rovněž modře značená polská turistická trasa do Jagniątkówa, prochází tu opět hřebenová Cesta česko-polského přátelství.

## Historie
Trasa měla dříve svůj počátek pod Petrovou boudou na státní hranici. Úsek byl přeznačen červeně po přeložení Cesty česko-polského přátelství bezprotředně okolo Petrovy boudy.

## Turistické zajímavosti na trase
- Petrova bouda
- Ptačí kámen
- Brádlerovy boudy
- Martinova bouda
- Černé sedlo